# Vuelo 904 de Lion Air
El vuelo 904 de Lion Air era un vuelo regular de pasajeros dentro de Indonesia, que cubría la ruta entre el Aeropuerto Internacional Husein Sastranegara en Bandung y el Aeropuerto Internacional Ngurah Rai en Bali. El 13 de abril de 2013, el Boeing 737-800 que operaba el vuelo se estrelló en el mar antes de alcanzar la pista durante la aproximación final. Los 101 pasajeros y 7 tripulantes sobrevivieron al accidente. A las 3:10 p.m., la aeronave impactó aproximadamente a 0,6 millas náuticas (1,1 km) del muro de contención que protege el umbral de la pista 09. El fuselaje de la aeronave se partió en dos y 46 personas resultaron heridas, 4 de ellas de gravedad.
El informe final de la investigación determinó que la tripulación continuó la aproximación en condiciones meteorológicas adversas más allá del punto en el que el procedimiento aprobado requería abortar el aterrizaje. El intento de motor y al aire posterior se realizó demasiado tarde para evitar el impacto con el mar. No se encontraron fallas mecánicas en la aeronave, y todos los sistemas funcionaban normalmente.

## Antecedentes

### Aeronave

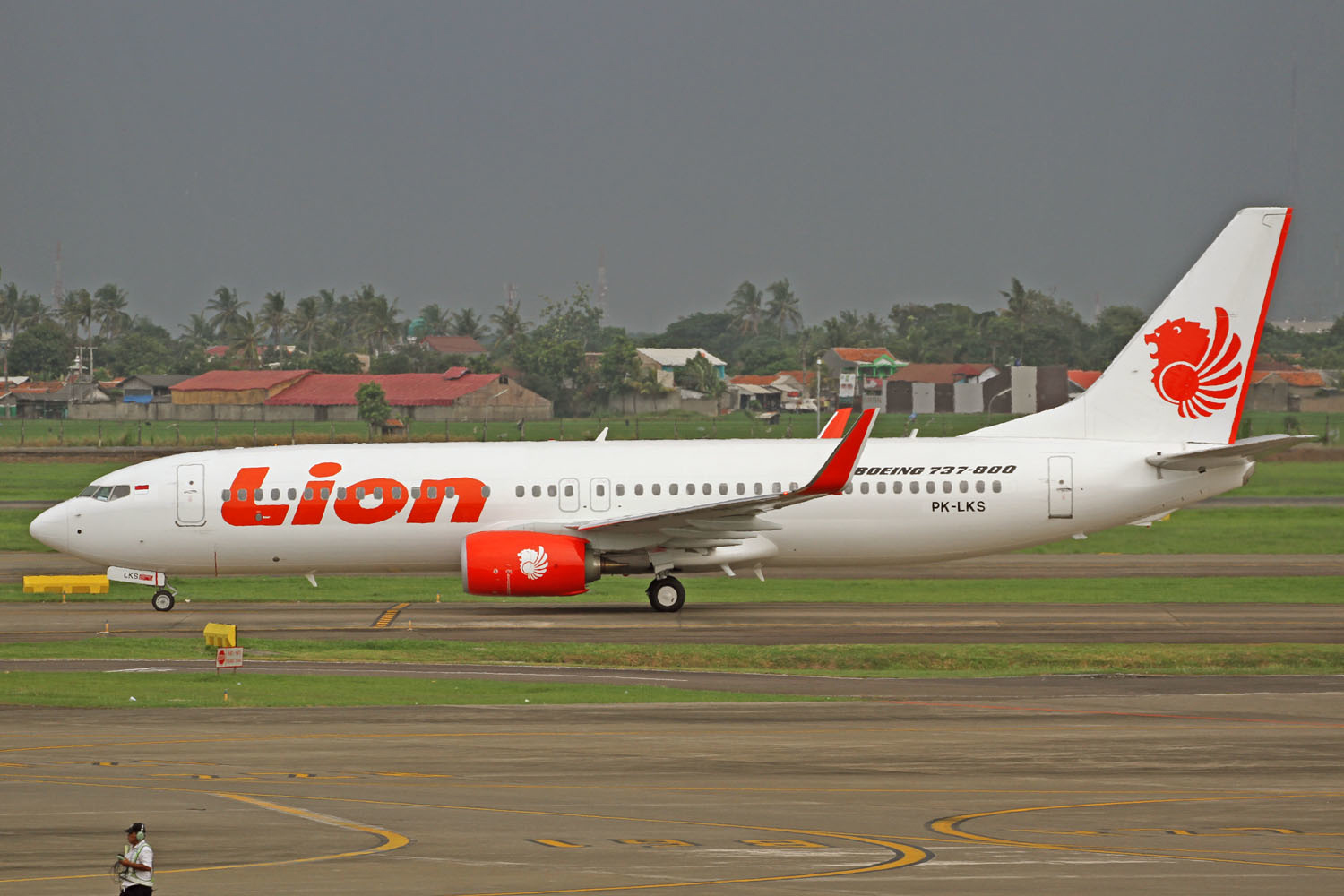
PK-LKS, la aeronave involucrada, vista 9 días antes del accidente

La aeronave involucrada era un Boeing 737-8GP de 53 días de antigüedad, con número de serie 38728 y matrícula PK-LKS. Había registrado aproximadamente 142 horas y 37 minutos de tiempo de vuelo en 104 ciclos de despegue y aterrizaje. Fue fabricada por Boeing Commercial Airplanes el 19 de febrero de 2013 y estaba equipada con dos motores CFM International CFM56-7B24E.: 19 

### Tripulación y pasajeros
El comandante era Mahlup Gozali, un ciudadano indonesio de 48 años que se unió a Lion Air el 3 de febrero de 2003 y había acumulado 15.000 horas de experiencia de vuelo, incluidas 6.173 horas y 53 minutos en el Boeing 737.: 14–15  Su copiloto era Chirag Kalra, un ciudadano indio de 24 años que contaba con 1.200 horas de vuelo, 923 de las cuales eran en Boeing 737. Se unió a Lion Air el 25 de abril de 2011.: 15–16 
A bordo se encontraban 2 pilotos y 5 auxiliares de vuelo, junto con 101 pasajeros: 95 adultos, 5 niños y 1 infante. De los pasajeros, 97 eran indonesios, 1 francés, 1 belga y 2 singapurenses. Seis de los tripulantes eran indonesios y uno era de la India.

## Investigación

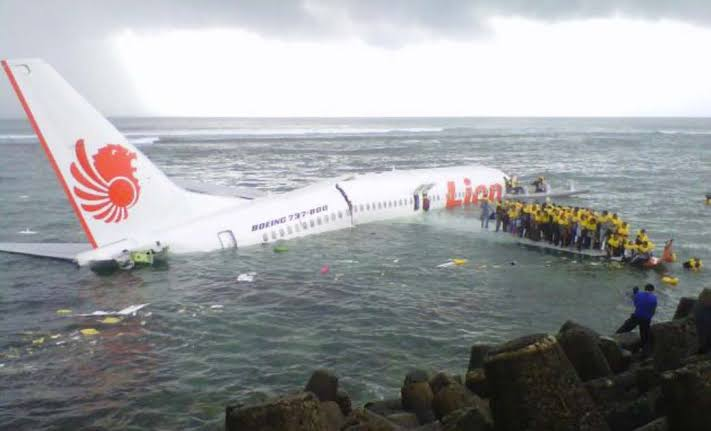
Otra vista de las secuelas del PK-LKS

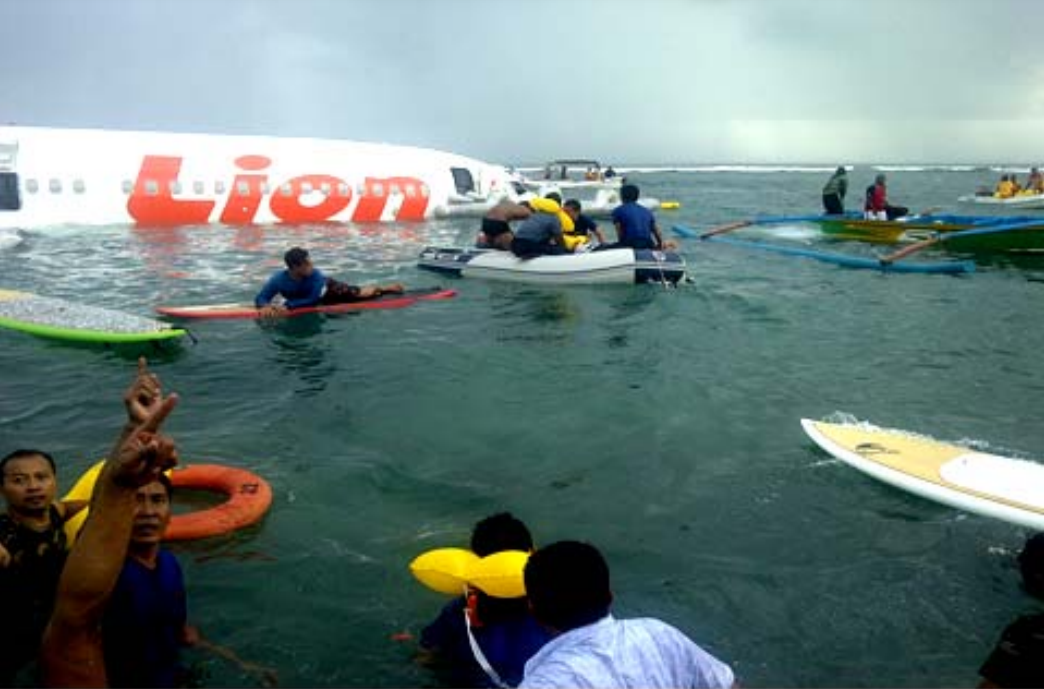
Otra vista de las consecuencias del vuelo 904

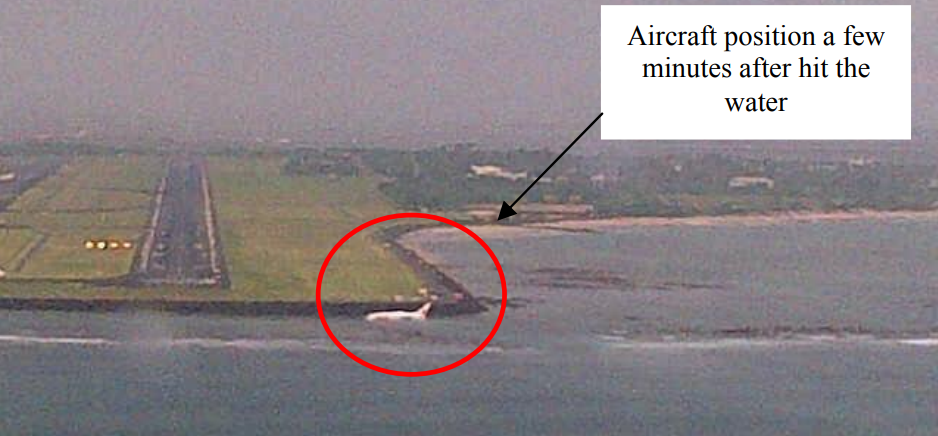
Una vista del avión accidentado y la pista en la que estaba previsto que aterrizara

El Comité Nacional de Seguridad del Transporte de Indonesia (NTSC) publicó un informe preliminar el 15 de mayo de 2013. Los datos del vuelo mostraron que la aeronave descendió por debajo de la altitud mínima de descenso (MDA), que era de 142 metros (465,9 pies) sobre el nivel del suelo. El informe indicó que a 270 metros (885,8 pies) AGL, el primer oficial informó que no tenía contacto visual con la pista. Aproximadamente a 46 metros (150,9 pies), el piloto reiteró que no podía ver la pista. Los datos mostraron que los pilotos intentaron un motor y al aire a tan solo 6 metros (19,7 pies), pero la aeronave impactó el agua segundos después. La decisión del comandante de ejecutar la maniobra fue demasiado tardía. La altitud mínima para un motor y al aire seguro en un 737 es de 15 metros (16,4 yd), ya que se pierden unos 9 metros (9,8 yd) durante la maniobra. No hubo indicios de fallos mecánicos. El informe final se publicó en 2014.

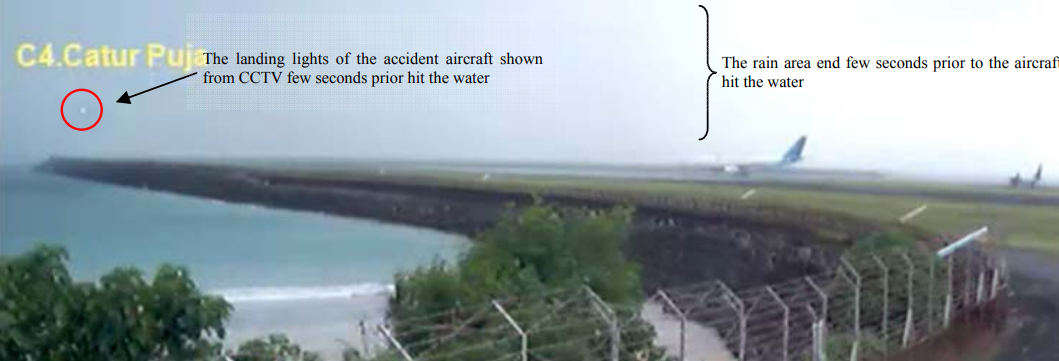
El vuelo 904, momentos antes de caer en las aguas de abajo

En enero de 2017, Budi Waseso, jefe de la agencia nacional antidrogas de Indonesia, afirmó que el piloto del vuelo 904 estaba bajo los efectos de drogas y alucinó que el mar era parte de la pista. Esa afirmación contradijo directamente lo declarado por el Ministerio de Transporte, que había confirmado que los pilotos no dieron positivo en pruebas de drogas.
El NTSC concluyó que la trayectoria de vuelo se volvió inestable por debajo de la altitud mínima de descenso, con una tasa de descenso superior a 1000 pies por minuto (5,1 m/s). El análisis del ángulo de cabeceo en relación con la potencia del motor, basado en la grabadora de datos de vuelo, 

indicó que no se siguieron los principios básicos del pilotaje de un avión a reacción durante el vuelo manual.

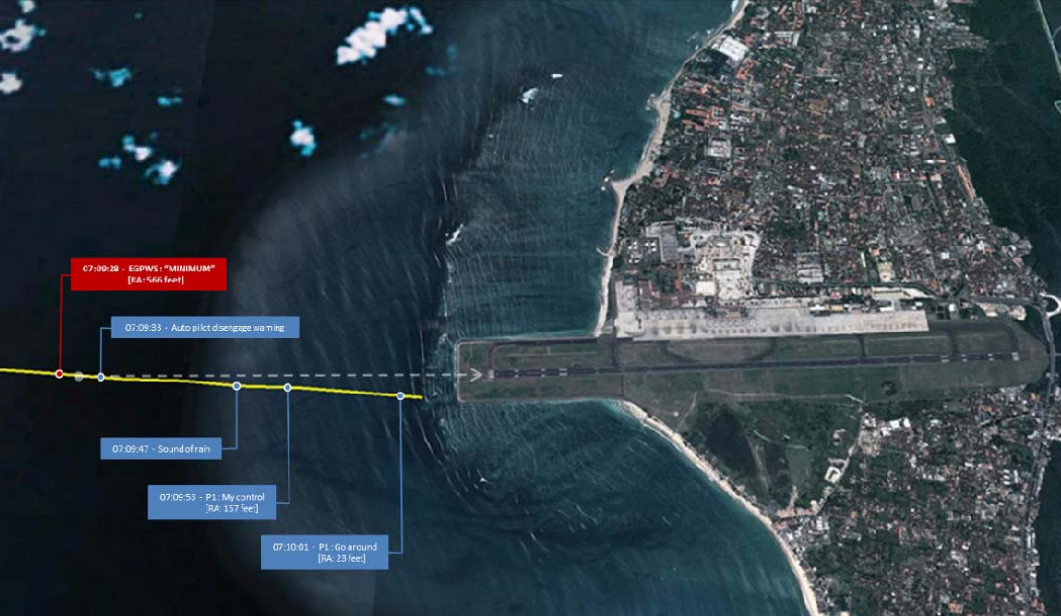
La trayectoria de vuelo del vuelo 904 en su aproximación a tierra

La tripulación perdió conciencia situacional y referencias visuales al ingresar en una nube de lluvia durante la aproximación final, por debajo de la altitud mínima. La decisión del comandante de ejecutar un motor y al aire se hizo a una altitud insuficiente para llevarlo a cabo con éxito. Además, los pilotos no recibieron información meteorológica oportuna y precisa, a pesar de que las condiciones cambiaban rápidamente en el área de aproximación final.